# Lill-Jällsjön
Lill-Jällsjön är en sjö i Härjedalens kommun i Härjedalen och ingår i Ljusnans huvudavrinningsområde.